# Wall Lake
Wall Lake és una població dels Estats Units a l'estat d'Iowa. Segons el cens del 2000 tenia 841 habitants.

## Demografia
Segons el cens del 2000, Wall Lake tenia 841 habitants, 322 habitatges, i 216 famílies. La densitat de població era de 300,7 habitants/km².
Dels 322 habitatges en un 30,4% hi vivien nens de menys de 18 anys, en un 57,1% hi vivien parelles casades, en un 6,8% dones solteres, i en un 32,9% no eren unitats familiars. En el 30,1% dels habitatges hi vivien persones soles el 20,2% de les quals corresponia a persones de 65 anys o més que vivien soles. El nombre mitjà de persones vivint en cada habitatge era de 2,4 i el nombre mitjà de persones que vivien en cada família era de 3.
Per edats la població es repartia de la següent manera: un 23,9% tenia menys de 18 anys, un 8,4% entre 18 i 24, un 21,6% entre 25 i 44, un 20,2% de 45 a 60 i un 25,8% 65 anys o més.
L'edat mediana era de 42 anys. Per cada 100 dones de 18 o més anys hi havia 82,9 homes.
La renda mediana per habitatge era de 33.125 $ i la renda mediana per família de 38.750 $. Els homes tenien una renda mediana de 27.386 $ mentre que les dones 19.375 $. La renda per capita de la població era de 15.390 $. Entorn del 7,2% de les famílies i l'11% de la població estaven per davall del llindar de pobresa.

## Poblacions més properes
El següent diagrama mostra les poblacions més properes.